# 비텐바흐역
비텐바흐역(Bahnhof Wittenbach)은 스위스 장크트갈렌주의 비텐바흐에 있는 기차역이다. 보덴제-토겐부르크선의 중간 정류장이며, 지역 열차로만 운행된다.

## 운행편
비텐바흐는 장크트갈렌 S-반의 S1 및 S82에서 운행된다.
- S1: 장크트갈렌을 통해 샤프하우젠과 빌 사이를 30분 간격으로 운행한다.
- S82: 장크트갈렌까지 러시아워 서비스.